# Кръсто Капурдов
Кръсто Дамов Капурдов е български революционер, деец на Вътрешната македоно-одринска революционна организация.

## Биография
Капурдов е роден в 1874 година в костурското село Смърдеш, тогава в Османската империя, днес в Гърция. В 1902 година влаза във ВМОРО и става четник на Борис Сарафов, с чиято чета навлиза в Македония от Свободна България. Участва в сраженията при местността Касаплии край Владимирово, в сражението при Смърдеш и при изгарянето на селото, при село Желево и през май 1903 година участва в сражението при Локвата и Виняри, в което четите на Лазар Поптрайков и Васил Чакаларов се сражават няколко часа с османски войски. При подготовката на въстанието за лятото е назначен за войвода на Смърдешката чета. Начело на четата участва в Илинденско-Преображенското въстание и участва в нападението на Билища, при село Капещица, при село Тръстеник, при Арамийската падина, Локвата в Смърдешката планина, Тиза, в сражението при Апоскеп.
Емигрира в Свободна България и се установява в Пловдив. Участва в Балканската война в 1912 година като доброволец с Девети пехотен пловдивски полк. При намесата на България в Първата световна война служи в Шестдесет и първи пехотен полк на Единадесета пехотна македонска дивизия.
На 16 март 1943 година, като жител на Пловдив, подава молба за българска народна пенсия, която е одобрена и пенсията е отпусната от Министерския съвет на Царство България.